# Grace Bumbry
Grace Ann Melzia (Grace) Bumbry (St. Louis (Missouri), 4 januari 1937 – Wenen, 7 mei 2023) was een internationaal bekende Amerikaanse (mezzo-)sopraan, gespecialiseerd in opera. Ze was de eerste solist van kleur die in 1961 debuteerde op het fameuze Wagnerfestival in Bayreuth in de rol van Venus in Tannhäuser, wat haar de bijnaam "de zwarte Venus" bezorgde. Ze gold als wegbereider voor vele zangers en zangeressen van kleur in het operavak.
Haar stem werd gekenmerkt door een rijke en dynamische klank en had een groot bereik. Ze zong aanvankelijk voornamelijk rollen voor mezzosopraan, maar vanaf 1970 nam ze ook sopraanrollen voor haar rekening. Op het hoogtepunt van haar carrière blonk ze uit in de belcantotechniek.
Haar motto, dat ze ook doorgaf aan haar studenten, was: "Streef naar uitmuntendheid. Als je streeft naar uitmuntendheid, betekent dit dat je vastberaden bent."

## Levensloop

### Vroege jeugd
Grace Bumbry was het derde kind van Benjamin Bumbry (vrachtsjouwer bij de spoorwegen) en Melzia Bumbry (lerares), en de zus van Charles en Benjamin Bumbry. Het gezin had het niet breed, maar was muzikaal en diepreligieus. Bumbry kreeg vanaf 7-jarige leeftijd klassiek pianoles, maar besloot dat ze zangeres zou worden nadat ze zangeres Marian Anderson tijdens een concert had gehoord. Op 12-jarige leeftijd werd ze lid van het plaatselijke Methodistenkoor en trad ze op als solist in een schoolproductie van Handels Messiah.

### Opleiding
Bumbry behaalde haar einddiploma aan de prestigieuze Charles Sumner High School. Op deze school was Kenneth Billups de zangleraar, en hij stimuleerde haar om haar talent te ontwikkelen. Op 16-jarige leeftijd won ze als zangeres een talentenjacht voor tieners, met als prijs een studiebeurs voor het St. Louis Institute of Music. Deze opleiding sloot echter Afro-Amerikanen uit in het kader van de rassensegregatie in de Verenigde Staten, en haar ouders weigerden het vervangende aanbod van privélessen. Uit schaamte rond deze gang van zaken regelde de wedstrijdorganisatie dat Bumbry zou optreden in het nationaal uitgezonden Talent Scouts-radioprogramma van Arthur Godfrey. Naar aanleiding van dit optreden voorspelde Godfrey dat "haar naam op een dag een van de meest beroemde namen in de muziek zal zijn". Ironisch genoeg kondigde het Amerikaanse Supreme Court op de dag van de uitzending een verbod af op segregatie op scholen. Over de afwijzing door het muziekinstituut zei Bumbry later: "Tot dan toe was ik me nooit werkelijk bewust geweest van raciale verschillen. Het stemde me gelukkig niet bitter. Ik ging sowieso liever naar het noorden.”

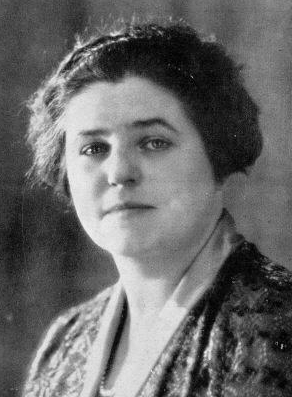
Lotte Lehmann

Het succes van het radio-optreden gaf haar de kans om te gaan studeren aan het Boston University College of Fine Arts. Later stapte ze over naar de Northwestern University in Evanston. Tijdens deze studie volgde ze tevens masterclasses bij de Duitse sopraan Lotte Lehmann, die gespecialiseerd was in de dramatische rollen van Wagner-opera's. Lehmann nodigde Bumbry uit om bij haar te komen studeren aan de Music Academy of the West in Montecito (Californië). Deze studie zou aanvankelijk alleen de zomer van 1955 duren, maar kon Bumbry verlengen met 3 extra zomers dankzij een studiebeurs, betaald door Lehmann. Gedurende deze periode studeerde ze eveneens piano en muziektheorie.
Lehmann zou een allesbepalende factor voor Bumbry's opleiding en vorming als zanger blijken. In een notitieblok - dat Bumbry later van haar zou erven - schreef Lehmann: "Ik heb een ster gevonden. Een natuurkracht. Wanneer ze zingt, is het alsof alles onder stroom staat.” Over wat Lehmann voor haar betekende zei Bumbry: "Zij was my saving grace (mijn reddende genade). Mijn moeder liet me de eerste keer geboren worden, madam Lehmann de tweede keer. Zij opende de wereld voor me.” Eind jaren 50 reisde ze met Lehmann zes maanden door Europa, zodat ze de operatradities in Londen, Wenen, Salzburg en Bayreuth kon opsnuiven. In Parijs bekwaamde ze zich in de Liedkunst bij Pierre Bernac.

### Opera
In 1958 won Bumbry, samen met sopraan Martina Arroyo, het zangconcours van de Metropolitan Opera in New York. Dit vormde het startpunt van een lange carrière in met name de operakunst, die haar langs alle grote internationale podia zou voeren. 
In 1960 zong ze op 23-jarige leeftijd in de prestigieuze Parijse Opéra haar eerste operarol, Amneris in Verdi's Aida. Ze was de eerste zangeres van kleur op dit podium. In datzelfde jaar sloot ze zich aan bij de opera van het Stadttheater Basel, waar ze vier jaar zou werken. Hier zong ze Bizet's Carmen, Dalila in Samson et Dalila van Saint-Saëns, Orfeo in Gluck's Orfeo ed Euridice, en Lady Macbeth in Macbeth van Verdi. 
Haar internationale doorbraak vond plaats op 23 juli 1961 toen zij op uitnodiging van Wieland Wagner, kleinzoon van Richard Wagner, bij de Bayreuther Festspiele de rol van Venus zong in ‘Tannhäuser’. De keuze voor haar werd door racisten bestempelt als een "culturele schande”. Dit ontlokte Wieland Wagner de uitspraak: "Mijn grootvader schreef voor stemkleuren, niet voor huidskleuren.” Ondanks deze tegenstand werd de voorstelling een van de meest bejubelde in de geschiedenis van de opera. Na afloop volgde een 30-minuten lang applaus, en de cast werd 42 keer het podium opgeroepen om toegejuicht te worden. 
In 1962 bracht de bekende impresario Sol Hurok haar terug naar de VS voor een nationaal tournee: een debuutoptreden in Carnegie Hall, gevolgd door optredens in 21 steden, inclusief in haar geboorteplaats St. Louis. Hier trad ze op voor 3000 luisteraars, op hetzelfde podium waar ze in haar jeugd Marian Anderson had horen optreden. Ze werd door het publiek op handen gedragen en slechtte zo raciale barricades die er tot die tijd waren voor zangers van kleur. Bumbry werd dat jaar tevens uitgenodigd door Jacqueline Kennedy om te komen zingen in het Witte Huis.

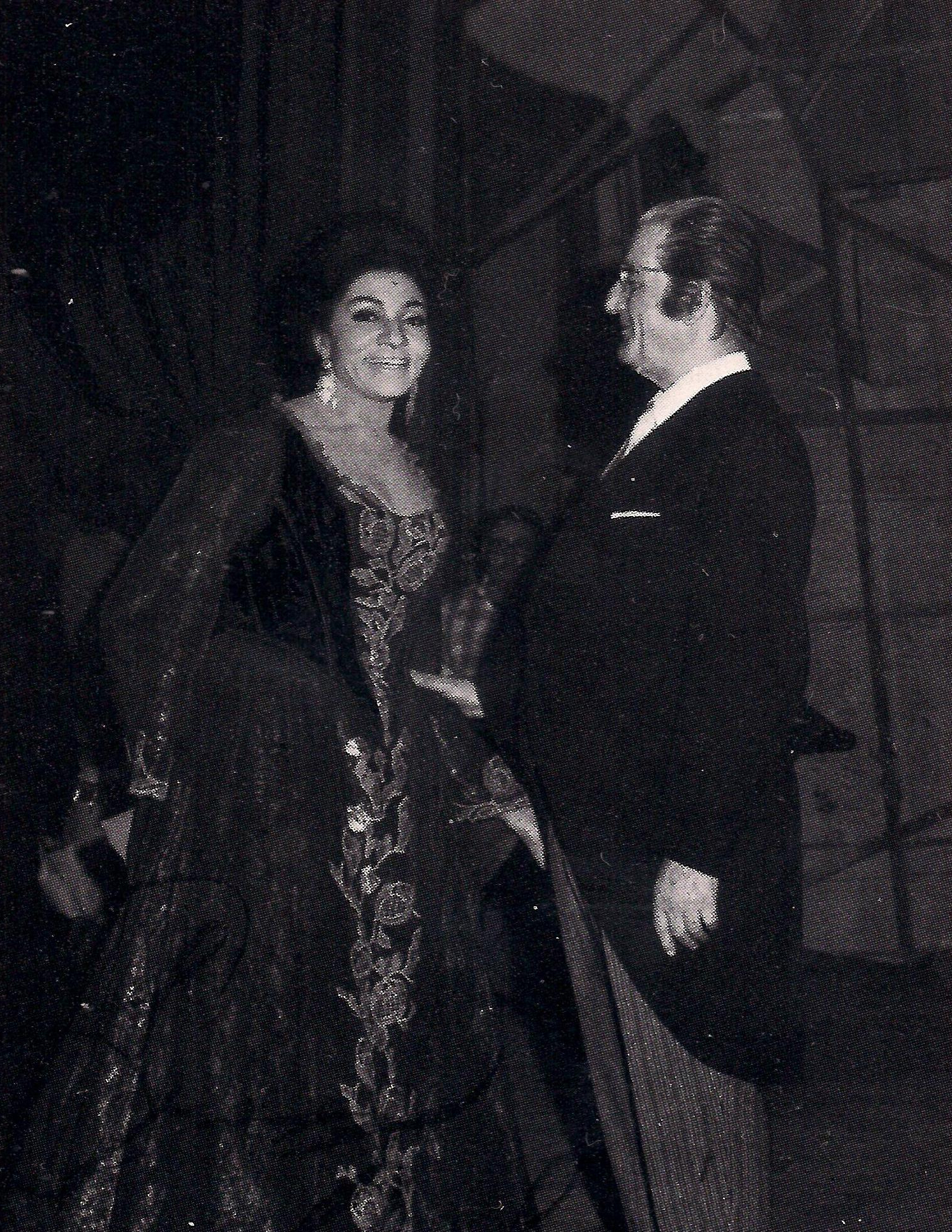
Grace Bumbry met dirigent Ino Savina tijdens de productie La Gioconda van Ponchielli in het Liceu-theater in Barcelona, 1974

Na haar debuut in Bayreuth volgden uitnodigingen voor alle internationale grote operapodia. In 1963 debuteerde zij in het Royal Opera House (Covent Garden, Londen) als Eboli in de opera Don Carlos van Verdi. Met deze rol debuteerde zij ook op 14 april 1964 in de Wiener Staatsoper en op 7 oktober 1965 in de Metropolitan Opera in New York. Op beide podia zou ze haar leven lang blijven terugkeren: in de Wiener Staatsoper zong zij 50 keer en bij de Met gaf zij ruim 200 optredens. In 1965 maakte ze tevens haar debuut op het Holland Festival, waarover recensenten schreven: "Vorstelijke stem, glanzend debuut".
Bumbry debuteerde op 5 mei 1966 in de Scala van Milaan als Amneris in Aida van Verdi. In 1966 debuteerde ze tevens als Carmen bij zowel de San Francisco Opera als op de Salzburger Festspiele in een productie gedirigeerd door Herbert von Karajan.
Vanaf de jaren 70 ging Bumbry ook (dramatische) sopraanrollen zingen, waaronder Salomé in Covent Garden in 1970, Tosca bij de Met in 1971 en in de Scala in 1974, en in 1977 haar eerste Norma. In 1977 zong ze een Verdiprogramma bij het Concertgebouworkest o.l.v. dirigent Edo de Waart. In 1978 zong ze deze rol in Covent Garden, naast operaster Montserrat Caballé.
Bij de opening van de nieuwe Opera Bastille in Parijs zong ze in Berlioz' Les Troyens de rol van Cassandre, naast mezzo Shirley Verrett als Dido. In de laatste opvoering van deze productie viel Bumbry echter in voor Verret en zong zowel de sopraan- als de mezzorol. Over het feit dat ze zonder problemen kon wisselen tussen sopraan- en mezzorollen, soms zelfs in 1 uitvoering zei ze: "Zolang ik de mogelijkheid van de natuur heb, doe ik gewoon wat vele anderen in de 19e eeuw vóór mij deden. Ik denk niet dat zangers als Grisi, Pasta, Malibran en enkele anderen zich ooit zorgen hebben gemaakt over het behoren tot een specifieke categorie”. In 1979 vertolkte zij bij de Opéra van Parijs de partij van Abigaille in Nabucco van Verdi. Over haar debuutrollen als zwarte operazangeres zou ze later zeggen: "Ik was niet alleen de eerste zwarte Venus, maar de eerste "zwarte alles"".
In 1994 haalde Valeri Gergiev haar naar Rotterdam voor een concert rond heldinnen van Wagner en Berlioz met het Rotterdams Philharmonisch Orkest. In 1997 nam Grace Bumbry afscheid van het operatoneel met de rol van Klytaemnestra in Elektra van Richard Strauss bij de Opéra National de Lyon. Dat bleek echter tijdelijk, want in 2010 keerde ze terug op het operatoneel met Scott Joplins Treemonisha in het Théâtre du Châtelet in Parijs. Tevens verscheen ze in 2012 in de Deutsche Oper Berlin als de Oude Dame in Bernsteins Candide, en ten slotte op 30 januari 2013, als 73-jarige, in de rol van gravin in Tsjaikovski's Pique dame bij de Weense Staatsopera, onder leiding van dirigent Seiji Ozawa. 

### Overig
In de jaren negentig richtte Bumbry het Grace Bumbry Black Musical Heritage Ensemble op, een koor dat zich toelegde op het behouden en uitvoeren van traditionele negrospirituals. "De spiritual is de Amerikaanse klassieker voor mij, zoals Brahms en Beethoven de Europese klassiekers zijn" zei ze in een interview met de New York Times hierover. Ze ging met deze groep op tournee. Daarnaast wijdde ze zich aan het lesgeven en het jureren van internationale zangcompetities, waaronder het Koningin Elizabethconcours en het Internationaal Vocalisten Concours in 's-Hertogenbosch. Tevens gaf ze masterclasses aan de deelnemers aan dit concours die de finale niet gehaald hadden.
In 1993 zong Bumbry op uitnodiging van Nelson Mandela tijdens diens inauguratie als president van Zuid-Afrika. 
In de jaren 90 wijdde Bumbry zich aan de Liedkunst, een technisch minder eisen stellend genre dan opera. In 2001 en 2002 gaf ze een reeks recitals ter ere van haar zanglerares Lotte Lehmann, onder meer in het Théâtre du Châtelet in Parijs, de Londense Wigmore Hall en de Alice Tully Hall in New York. 
Bumbry stond bekend om haar diva-gedrag en was een groot liefhebster van sportauto's (ze bezat de tweede Lamborghini ooit gemaakt), bont en haute couturejurken van Yves Saint Laurent, Heinz Riva en Bill Blass.

## Blackface
In 2022 trok sopraan van kleur Angel Blue zich als hoofdrolvertolkster terug uit de operaproductie La traviata in de Arena van Verona toen ze hoorde dat in een andere opera (Aida) van dit operahuis er voor was gekozen om witte zangers zwart te schminken. Het betrof een herneming van een productie uit 2002. Zij betitelde dit op Instagram als blackface-praktijk: "het gebruik van blackface onder welke omstandigheid dan ook, artistiek of anderszins, is een zeer misleidende praktijk, gebaseerd op archaïsche theatrale tradities die geen plaats hebben in de moderne samenleving. Het is aanstootgevend, vernederend en ronduit racistisch". Blue kreeg wereldwijd steun van collega's, maar niet van de dan 85-jarige Grace Bumbry, die op Facebook schreef dat ze “diep geschokt was door het standpunt” van Angel Blue. “In de vijftig jaar dat ik in de opera zong, heb ik altijd white face gebruikt als het nodig was, en blackface als het ook nodig was. Natuurlijk gaat mijn voorkeur uit om te zingen "in blackface" [eigen huidskleur], maar om heel eerlijk te zijn gaat die voorkeur in tegen mijn artistieke gevoel van geloofwaardigheid. De kleuren in mijn make-updoos variëren van donker Egyptisch tot krijtwit voor Turandot en alle kleuren daartussenin." Ze verklaarde dat het als operazanger nodig is om “een duidelijk beeld te hebben van de herkomst van de personages” en dat dat gerespecteerd diende te worden in de representatie op het podium. “Als artiest kun je beslissen welke rollen je uitkiest, maar als je je beperkt tot een paar rollen [van kleur] zoals Aida, Selika (L'Africaine (van Giacomo Meyerbeer)) en Bess, (...) beperk je je mogelijkheden".(...) "Trots zijn op je ras is een nobele zaak, die te allen tijde geëerd moet worden, maar als je voor opera hebt gekozen als je vakgebied, moet je eerst de geschiedenis kennen en het verlangen naar geloofwaardigheid van het genre", aldus Bumbry.

## Prijzen en onderscheidingen
- 1972 14e Grammy Award - Klassiek, Aïda o.l.v. Erich Leinsdorf
- Lawrence Tibbett Award van The American Guild of Musical Artists

- Franse onderscheiding Officier des Arts et Lettres
- 1996 Franse onderscheiding Commandeur des Arts et Lettres
- Premio Giuseppe Verdi van de Rotary Club di Parma, voor haar uitvoeringen en bijdrage aan de Italiaanse opera[3]
- Bellini-prijs voor haar interpretatie van Norma[3]
- Puccini-prijs voor haar Tosca[3]
- Vier eredoctoraten[3]
- Oostenrijkse titel Kammersänger[3]
- In 2005 werd Bumbry benoemd tot Goodwill Ambassador van de UNESCO, wegens haar onvermoeibare inzet voor gelijke rechten voor zwarten, haar steun aan vredescampagnes zoals het Israëlisch-Palestijns vredesproces in de jaren 90, en de bekendheid die ze gaf aan het UNESCO programma Slave Route, ter bevordering van het bewustzijn over slavernij. Als ambassadeur sprak ze zich uit voor de noodzaak tot goed onderwijs en goede gezondheidszorg voor achtergestelde kinderen.[10]

- In 2009 ontving ze uit handen van president Barack Obama een onderscheiding van het Kennedy Center voor haar bijdrage aan de cultuur van de VS. Andere gelauwerden dat jaar waren Mel Brooks, Dave Brubeck, Robert De Niroen Bruce Springsteen.

## Privé
In 1963 trouwde Bumbry met de in Polen geboren tenor Erwin Jaeckel. Ze scheidde van hem in 1972, en had later een relatie met Jack Lunzer, een diamanthandelaar. Bumbry had een adoptiezoon, David Brewer.
Op 20 oktober 2022 zat Bumbry op een vlucht van Wenen naar New York toen ze een beroerte kreeg. Ze werd teruggevlogen naar haar woonplaats Wenen, maar haar gezondheid ging de daaropvolgende maanden verder achteruit. Op 7 mei 2023 overleed ze aan de complicaties van de beroerte. Bumbry werd begraven in haar geboorteplaats St. Louis.

## Discografie
Een selectie uit de vele opnamen waarop Grace Bumby te horen is:
- 1961, uitgebracht 1993 - Tannhäuser, Richard Wagner - Grace Bumbry e.a., Orchester der Bayreuther Festspiele - Myto 3 MCD 932.77
- 1964, uitgebracht 2011 - Macbeth, Giuseppe Verdi - Grace Bumbry e.a., Wiener Philharmoniker - Orfeo C 843 1121

- 1967, uitgebracht 2005 - Aida, Giuseppe Verdi - Grace Bumbry e.a., Metropolitan Opera Orchestra - Living Stage LS 1130
- 1970, uitgebracht 1987 - Aida, Giuseppe Verdi - Grace Bumbry e.a., London Symphony Orchestra - RCA Records RD 86198
- 1972, uitgebracht 1992 - Don Carlo, Giuseppe Verdi - Grace Bumbry e.a., Metropolitan Opera Orchestra - Foyer 2 CF 2092
- 1973, uitgebracht 2005 - The art of Grace Bumbry - Grace Bumbry e.a. - dvd-video VAI 4334
- 1977, uitgebracht 2005 - Norma, Vincenzo Bellini - Grace Bumbry e.a., Orchestra Sinfonica di Bari - Dynamic CDS 469/1-2

- 1984 - Berühmte Opernarien - Grace Bumbry en het Radio-Sinfonieorchester Stuttgart - Orfeo C 081 841 A
- 1989 - Aida, Giuseppe Verdi - Grace Bumbry e.a. Orchestra del Teatro dell'Opera di Roma - EMI CMS 7632292
- 1989 - Requiem in d minor, K.626, W.A. Mozart - Grace Bumbry e.a., New Philharmonia Orchestra - Classics For Pleasure CDB 7626292
- 1990 - Carmen, George Bizet - Grace Bumbry e.a., Orchestre du Théâtre National de l'Opera de Paris - EMI CMS 7636432
- 1991 - Cavalleria rusticana, Pietro Mascagni - Grace Bumbry e.a., Metropolitan Opera Orchestra - Melodram CDM 57095
- 1991, uitgebracht 2005 - Grace Bumbry, Lugano recital 1991 - Grace Bumbry e.a. - dvd video VL VLD 163

- 1998 - Aida, Giuseppe Verdi - Grace Bumbry e.a., Orchestra del Teatro alla Scala di Milano - Myto 2 MCD 983.186
- 2004 - A homage to Lotte Lehmann - Grace Bumbry e.a. - dvd video DV-VTGB-EUR
- Uitgebracht 2005 - Grace Bumbry Early Recordings - Grace Bumbry, diverse orkesten - Deutsche Grammophon 00289 477 5250

## Externe Links
- Website artiest
- Masterclass door Grace Bumbry
- Documentaire uit 2022 over en met Grace Bumbry
- Live-opname van Bayreuth-debuut uit 1961 (fragment)

- Bibsys: 5058104
- Biblioteca Nacional de España: XX868773
- Bibliothèque nationale de France: cb138919685 (data)
- CiNii: DA09256342
- Gemeinsame Normdatei: 128671629
- International Standard Name Identifier: 0000 0001 1480 2854
- Library of Congress Control Number: n84041947
- Nationale Bibliotheek van Letland: 000067889
- MusicBrainz: c9b90f96-289f-41af-bbc2-39738bab53e4
- Nationale Bibliotheek van Tsjechië: ola2002157999
- Nationale bibliotheek van Australië: 36592095
- Nationale Bibliotheek van Israël: 987007445343405171
- Nationale en Universitaire bibliotheek Zagreb: 000296850
- Nederlandse Thesaurus van Auteursnamen: 073276758
- Istituto Centrale per il Catalogo Unico: UBOV533007
- SNAC: w6jh4ss9
- Système universitaire de documentation: 084334940
- Trove: 1310157
- Virtual International Authority File: 114481372
- WorldCat: E39PBJkttWpp47tkdwkfCrv8md